# Морально-психологическое состояние
Морально-психологическое состояние личного состава – это:
1. совокупность душевных переживаний, которые генерируются на чувственном уровне психики человека при взаимодействии с объективной действительностью и осознании личностных качеств и через систему психологической защиты активно влияют на психическое здоровье военнослужащих  и проявляются в моральной деятельности (Ильюк А. А.) [с. 83][1]
2. целостное, определяющее нравственно-психологическое явление, которое является производным от интегрированного единства и взаимодействия духовных, нравственных, морально-психологических, политических, национальных, социальных, экономических, военно-служебных, учебно-боевых (в  военное время боевых), других социально-психологических и психологических факторов, которые интеграционно отражаются в их социальной психике в виде определённых морально-психологических стереотипов, направляющих его деятельность и поведение (Варий М. И.) [с. 16][2]
3. интегральный показатель, характеризующий степень удовлетворенности личного состава подразделения внешними и внутренними условиями жизнедеятельности и уровень его индивидуальной и групповой (коллективной) готовности к деятельности по штатному назначению в обычных и экстремальных условиях в настоящее время и в конкретной обстановке (Зельницкий В. А.) [с. 20][2]
4. целостная, интегральная совокупность политических, духовных ценностей и позиций, потребностей и интересов, чувств, которые преобладают и доминируют в сознании военнослужащих в настоящее время или в течение определенного промежутка (Московчук Ю. А.) [с. 23][2]

Ключевым словом в словосочетании “морально-психологическое состояние” является понятие «психика». В словаре С. И. Ожегова (1970 г. изд.) понятие «психика» толкуется как совокупность душевных переживаний как отражение в сознании объективной действительности, душевный склад, свойственный кому-либо. Сознание – это высшая, свойственная лишь человеку форма отражения объективной действительности. Следовательно, сознание человека – это форма отражения объективной действительности; моральный дух является выражением рационального уровня сознания человека; морально-психологическое состояние является выражением чувственного уровня сознания человека [с. 128, 129].
Главным регулятивом и целью чувственной сферы сознания является то, что З. Фрейд в свое время назвал «принципом удовольствия» и ценности (красота, правда и справедливость) как формы согласования предметной действительности с нашими духовными целями и значениями. Удовлетворения или неудовлетворения генерируют у человека соответствующие душевные переживания. Категорию «переживания» много военных психологов рассматривают как психологические состояния. Душевные переживания личного состава проявляются в моральной деятельности. Следовательно, категория «морально-психологическое состояние» является отражением чувственных качеств личного состава, формируются преимущественно на чувственном уровне психики и проявляются в моральной деятельности военнослужащих [с. 20].
Морально-психологическое состояние личного состава как и моральный дух личного состава, является одним из составляющих человеческого фактора воинских формирований (частей, подразделений) [с. 207].

## Методологические основы сущности морально-психологического состояния
Методологическими принципами сущности человеческого фактора воинских формирований и его составляющих – морального духа и морально-психологического состояния личного состава, являются следующие положения:
- рациональный и чувственный уровни отражения психикой человека объективной действительности;
- рациональный и чувственный уровни психики человека;
- рациональное и чувственное распределение функций полушарий головного мозга человека;
- структурные компоненты психики человека (сознание, бессознательное и сверхсознательное);
- рациональная (мотивационно-волевая), чувственная (эмоциональная) и эйдетическая формы сознания человека;
- определение структурным компонентом сознания человека самосознания;
- источники сознания человека;
- особенности структурных компонентов бессознательного в психике человека и их влияние на сознание;
- общественная природа сознания человека; структура (компоненты) общественного сознания [с. 21][3].

Рациональные (мотивационно-волевые качества личного состава обозначаются категорией “моральный дух”, чувственные (эмоциональные) – категорией “морально-психологическое состояние”, эйдетические качества (единство рациональных и чувственных качеств) – категорией “человеческий фактор” [с. 77, 78].
Моральный дух характеризует мотивационно-волевые:  фундаментальные, устойчивые, долговременные  качества личного состава, морально-психологическое состояние – эмоциональные:  изменчивые, не долговременные, ситуативные  [с. 78].

## Составляющие морально-психологического состояния
Составляющие морально-психологического состояния – это основные взаимосвязанные факторы чувственных (эмоциональных) качеств военнослужащих, определенные в соответствии с эффективностью влияния на формирование их личностного механизма психологической защиты, функционального назначения, продолжительности действия и ценностного значения для жизнедеятельности личного состава [с. 133].
Составляющими морально-психологического состояния являются:
- демографический – включает факторы: возрастной – жизненный опыт (количество прожитых лет), образовательный – наличие образования, семейное – семейное положение, календарной военной выслуги, опыта действий в экстремальных условиях;
- личностный – включает факторы, определяющие удовлетворение военнослужащего своими личностными качествами: памятью, характером, темпераментом, способностями, физическим здоровьем;
- служебный – включает факторы, определяющие удовлетворение военнослужащих: службой в военной структуре, должностью, надёжностью оружия и боевой техники, состоянием дисциплины, личной профессиональной подготовкой;
- моральный – включает факторы, определяющие удовлетворение личного состава морально-этическими факторами: отношениями между военнослужащими, справедливостью командиров (начальников), отношением личного состава к местному населению; поведением военнослужащих в общественных местах, личным внешним видом;
- природно-климатический – включает факторы, определяющие удовлетворение личного состава природными и климатическими условиями службы и условиям выполнения служебно-боевых и учебных задач: природа, климат, экология, погода, время года [с. 65][5].

Факторы составляющих морально-психологического состояния – это структурные компоненты основных детерминантов чувственных (эмоциональных) качеств личного состава, которые выражают существенные признаки этих факторов, обеспечивающих оптимальную эффективность формирующего воздействия и нейтрализации внутренних и внешних угроз [с. 133].
К содержанию приведенных составляющих морально-психологического состояния личного состава можно добавить и другие факторы, но к критериальной базе взяты лишь те, которые выражают основные, существенные признаки, характерные для всех категорий военнослужащих, а их исследование не требует специальных условий, длительных и сложных вычислений. В случае углубленного исследования морально-психологического состояния личного состава небольших подразделений и расчетов можно учитывать и второстепенные факторы [с. 65].

## Классификация уровней морально-психологического состояния
В зависимости от полученных показателей (по 100 бальной шкале оценки) уровень морально-психологического состояния личного состава (УМПС) классифицируется как «высокий», «средний», «низкий», «угрожающий», в частности:
- «высокий», если УМПС [100...67,1];
- «средний», если УМПС [67 50,1...];
- «низкий», если УМПС [50...33,1];
- «угрожающий», если УМПС [33...0] [с. 149][3].

Исследованный уровень морально-психологического состояния является важным положением для оценки базовой психологической защиты, базовых психологических потерь, базовой психологической безопасности, ситуационной психологической безопасности личного состава.
Для унификации действий и сокращение времени на проведение необходимых расчетов по оценке морально-психологического состояния личного состава разработана  "Программа автоматизированного расчета уровня морально-психологического состояния личного состава”  ,  которая в форме отдельного файла добавляется к  “Методике оценки морально-психологического состояния личного состава”  с. 125–190].

## Интерпретация результатов оценки морально-психологического состояния
Интерпретация результатов оценки морально-психологического состояния является важной исходной позицией для принятия решения командирами и начальниками на применение частей и подразделений для выполнения служебно-боевых задач, организации обучения и воспитания личного состава.
- «Высокий» УМПС  – по уровню морально-психологического состояния личный состав к выполнению служебно-боевых задач готов полностью, целесообразно привлекать на главных направлениях действий и в определяющих элементах боевого порядка.
- «Средний» УМПС  – по уровню морально-психологического состояния личный состав к выполнению служебно-боевых задач готов ограничено, целесообразно привлекать на второстепенных направлениях действий и в соответствующих элементах боевого порядка.
- «Низкий» УМПС  – по уровню морально-психологического состояния личный состав к выполнению служебно-боевых задач не готов, целесообразно привлекать на вспомогательных направлениях действий и в аналогичных элементах боевого порядка.
- «Угрожающий» УМПС  – по уровню морально-психологического состояния личный состав деморализован, привлекать к выполнению служебно-боевых задач не рекомендуется [с. 149, 150][3].